# Damien (musicien)
Damien est un auteur-compositeur-interprète et producteur français.

## Biographie
En 2006, Damien sort son premier album intitulé L'Art du Disque  sur le label Record Makers, qui le présente comme l'auteur d'une « pop moderne et gastronomique ». 
Son deuxième album intitulé Flirt (Ultimisme - Believe) est sorti en 2012 et a été produit avec la contribution de musiciens tels que Chilly Gonzales.
L'album a reçu un très bon accueil critique, notamment de la part du Huffington Post (« Un type rare et magnifique ») du quotidien Le Monde (« un splendide second album »), du magazine Les Inrockuptibles (« surdoué (...) un des meilleurs disques français de l’année »), et a été récompensé des 4 clés du magazine Télérama (« iI invente un autre langage »).
Damien s'est produit en première partie de plusieurs concerts de Philippe Katerine et d'Arnaud Fleurent-Didier à la Cigale. 
Son single Drague apparait sur la compilation Éducation Française (Columbia - Sony) et fait partie du classement des 100 meilleurs titres du magazine Les Inrockuptibles en 2012.
Son single Vraiment apparait sur la compilation créée par le groupe Phoenix pour le magazine Tsugi no 68. Phoenix décrit le morceau comme étant un classique instantané et place Damien dans son top 3 des nouveaux artistes français dans le magazine australien FasterLouder.
Le 13 avril 2018 sort Upgrade, le premier extrait de son album Satan & Eve, et dont le clip, traduit dans les six langues de l'ONU, met en scène Nigel Ackland, un emblème du transhumanisme.  
Un second extrait, Top, sort le 3 septembre 2018, suivi de Riverside le 25 mai 2019.
Son troisième album, Satan & Eve, sort le 25 Septembre 2020 sur son label Ultimisme.

## Discographie

### Albums
- 2006 : L'Art du Disque (Record Makers)
- 2012 : Flirt (Ultimisme)
- 2020 : Satan & Eve (Ultimisme)